# 羅伊 (新墨西哥州)
羅伊（英語：Roy）是位於美國新墨西哥州哈定縣的村。

## 人口
根據2020年美國人口普查的數據，羅伊的面積為5.29平方千米，皆為陸地。當地共有人口193人，而人口密度為每平方千米36人。